# Radio Veronica
Cet article concerne la station de radio néerlandaise actuelle appartenant au groupe Sky Radio. Pour l'ancienne radio pirate néerlandaise du même nom, voir Radio Veronica (radio pirate).
Radio Veronica est une station de radio privée néerlandaise appartenant à la filiale Talpa Radio du groupe Talpa qui possède également Sky Radio, Radio 10 et Radio 538. La station diffuse surtout de la musique des années 1980, 1990 et 2000. Il est semblable à RTL2 en France.
La station actuelle est créée le 31 août 2003, à la suite de la fusion de la radio câblée Radio Veronica (câble) (nl) de l'association Veronica (nl) et la radio de vieux succès Radio 103 de Sky Radio Ltd. En retour, l'Association Veronica a obtenu 3,5% des actions de Sky Radio Ltd. appartenant. En 2006, cet intérêt a été élargi à 10 % , Après la Telegraaf Media Groep NV a acquis avec IN Sky Radio Group et la Sienna Holding BV - opérant sous passé sous le nom de Sky Radio Group. En 2007 obtenu le Telegraaf Media Groep NV 85 % (maintenant 90 %) de la société détenue et donc le contrôle sur la société.

## Suivi des modifications
Uunco Cerfontaine avait depuis 2003, le directeur du programme de la station. Début 2013 Niels Hoogland a été nommé directeur du programme. Le 4 novembre 2013, la station a été un nouveau cours. Cela signifiait le renvoi Erwin Peters, Bart van Leeuwen, Luc van Rooij et Dennis Hoebee. Le changement n'a pas atteint une part de marché plus élevé. Entre Janvier 2013 et Octobre 2014, la part de marché a diminué de 2 %. Rob van Someren a été remplacé à la fin de 2014 par Jeroen van Inkel. Niels Hoogland a été remplacé le 1er novembre 2014 en Erik de Zwart.
Erik de Zwart a présenté un nouveau programme le 2 février 2015. Dans ce nouveau cours étaient de vieux objets, tels que "De Stemband", "De plaat en zijn verhaal" et programme de Veronica FM "Rinkeldekinkel". La conception de la station apparaît à nouveau dans les années quatre-vingt, mais adapté à l'heure actuelle. En outre, De Zwart a pris les DJs Bart Van Leeuwen et Dennis Hoebee arrière

## Hit-parade

### Courant
- Top 1000 allertijden
- Album Top 1000 allertijden
- 80s Top 880
- 90s Top 590
- 00s Top 500
- Top 500 van de 21ste eeuw
- Top 40 Hitdossier
- RockHits Top 500
- Download Top 1000 allertijden

### Ancien
- De Download Top 750
- 70s Top 270
- Soulshow Top 100

## Identité visuelle

### Logos

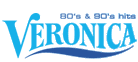
Logo de Radio Veronica du 31 août 2003 au 2005
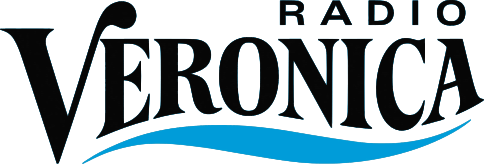
Logo de Radio Veronica du 2005 au 30 avril 2010
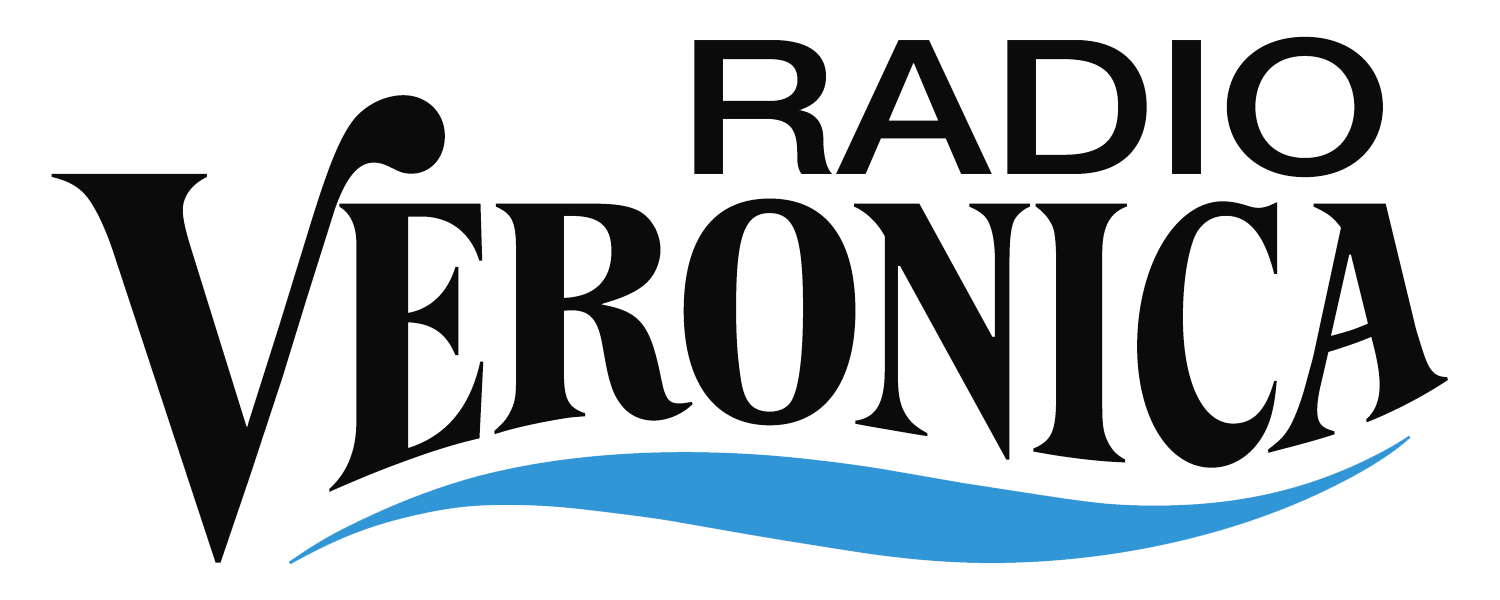
Logo de Radio Veronica du 1er mai 2010 au 18 novembre 2014
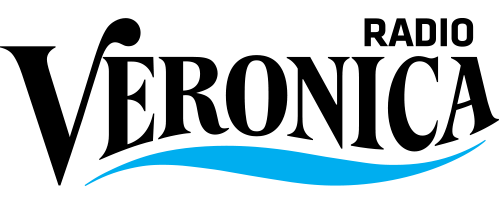
Logo de Sky Radio depuis le 19 novembre 2014